# Dario Argento : Soupirs dans un corridor lointain
Pour plus de détails, voir Fiche technique et Distribution.
Dario Argento : Soupirs dans un corridor lointain est un film documentaire français réalisé par Jean-Baptiste Thoret, sorti en 2019.
Il est présenté en avant-première à l'édition 2019 du festival international du film de La Rochelle ainsi qu'au festival d'Il cinema ritrovato à Bologne.

## Synopsis
Jean-Baptiste Thoret fait deux entretiens avec Dario Argento à 20 ans d'écart, le premier à Turin en 2000 et le second à Rome en 2019. De nombreux extraits des films de cinéastes sont utilisés pour illustrer ses propos,.

## Fiche technique
Sauf indication contraire, les informations mentionnées dans cette section peuvent être confirmées par la base de données cinématographiques IMDb,  présente dans la section « Liens externes ».
- Titre français : Dario Argento : Soupirs dans un corridor lointain
- Réalisation, scénario et musique : Jean-Baptiste Thoret
- Photographie : Laurent Brunet
- Montage : Paul Gauthier, David Parra Braceli
- Producteur : Yann Brolli, Richard Frank, Christophe Gougeon
- Sociétés de production : Acqua Alta, Les Films du Camélia, Ciné+
- Pays d'origine : France
- Format : Couleurs - 2,35:1 - son Dolby Digital - 35 mm
- Genre : documentaire
- Durée : 97 minutes
- Date de sortie : 
  -  France : 3 juillet 2019

## Distribution
- Dario Argento : lui-même
- Jean-Baptiste Thoret : lui-même

## Accueil critique
L'accueil critique est positif : le site Allociné recense une moyenne des critiques presse de 3,3/5, et des critiques spectateurs à 2,9/5.